# Helsinki Golden Spirit
La Helsinki Golden Spirit  è una squadra di cheerleading e - fino al 2016 - football americano di Helsinki, in Finlandia. La squadra di football americano maschile era denominata Helsinki Demons, mentre quella femminile Helsinki Lady Demons.

## Storia
La squadra è stata fondata nel 1997 e ha vinto 8 volte il campionato finlandese di football americano femminile e 3 volte lo Spagettimaljan (finale del campionato maschile di secondo livello), oltre a molti trofei di cheerleading.
Alla fine della stagione 2007 è stata chiusa la sezione di football americano maschile, che è confluita nella corrispondente sezione degli Espoo Devils.
Alla fine della stagione 2016 è stata chiusa anche la sezione di football americano femminile, che è confluita nella corrispondente sezione degli Helsinki Wolverines. La società Helsinki Golden Spirit rimane quindi aperta con la sola sezione di cheerleading e cheerdance.

## Dettaglio stagioni

### Tackle football

#### Tornei

##### Tornei nazionali

###### Naisten Vaahteraliiga
| Stagione | regular season | regular season | regular season | regular season | regular season | regular season | playoff | playoff | playoff | playoff | playoff | playoff     | playoff              |
|          | Vin            | Par            | Per            | Tot            | PF             | PS             | Vin     | Per     | Tot     | PF      | PS      | risultato   | avversaria           |
| -------- | -------------- | -------------- | -------------- | -------------- | -------------- | -------------- | ------- | ------- | ------- | ------- | ------- | ----------- | -------------------- |
| 2008     | 4              | 0              | 0              | 4              | 194            | 20             | 2       | 0       | 2       | 52      | 6       | Campionesse | Helsinki Roosters    |
| 2009     | 4              | 0              | 1              | 5              | 335            | 76             | 2       | 0       | 2       | 80      | 33      | Campionesse | Helsinki Roosters    |
| 2010     | 4              | 0              | 1              | 5              | 268            | 54             | 2       | 0       | 2       | 121     | 62      | Campionesse | Helsinki Roosters    |
| 2011     | 5              | 0              | 1              | 6              | 366            | 76             | 1       | 1       | 2       | 70      | 68      | Finale      | Helsinki Roosters    |
| 2012     | 7              | 0              | 1              | 8              | 333            | 52             | 1       | 1       | 2       | 36      | 48      | Finale      | Oulu Northern Lights |
| 2013     | 7              | 0              | 0              | 7              | 296            | 49             | 2       | 0       | 2       | 128     | 36      | Campionesse | Seinäjoki Crocodiles |
| 2014     | 5              | 0              | 1              | 6              | 272            | 27             | 2       | 0       | 2       | 84      | 7       | Campionesse | Jyväskylä Jaguars    |
| 2015     | 7              | 0              | 0              | 7              | 430            | 52             | 2       | 0       | 2       | 80      | 20      | Campionesse | Helsinki Roosters    |
| 2016     | 4              | 0              | 3              | 7              | 166            | 112            | -       | -       | -       | -       | -       | -           | -                    |
| Totale   | 47             | 0              | 8              | 55             | 2660           | 518            | 14      | 2       | 16      | 651     | 280     |             |                      |

Fonti: Enciclopedia del Football - A cura di M;assimo Mezzetti

##### I-divisioona
| Stagione | regular season | regular season | regular season | regular season | regular season | regular season | playoff | playoff | playoff | playoff | playoff | playoff   | playoff                  |
|          | Vin            | Par            | Per            | Tot            | PF             | PS             | Vin     | Per     | Tot     | PF      | PS      | risultato | avversaria               |
| -------- | -------------- | -------------- | -------------- | -------------- | -------------- | -------------- | ------- | ------- | ------- | ------- | ------- | --------- | ------------------------ |
| 2003     | 8              | 0              | 0              | 8              | 297            | 62             | 1       | 0       | 1       | 35      | 6       | Campioni  | Lappeenranta Rajaritarit |
| Totale   | 8              | 0              | 0              | 8              | 297            | 62             | 1       | 0       | 1       | 35      | 6       |           |                          |

Fonti: Enciclopedia del Football - A cura di Massimo Mezzetti

### Riepilogo fasi finali disputate
| Anno              | Luogo     | Evento                | Fase del torneo | Incontro                                     | Risultato    |
| 23 agosto 2003    | Helsinki  | I-divisioona          | Spagettimalja   | Helsinki Demons - Lappeenranta Rajaritarit   | 35 - 6       |
| 16 agosto 2008    | Helsinki  | Naisten Vaahteraliiga | Finale          | Helsinki Lady Demons - Helsinki Roosters     | 18 - 6       |
| 2 agosto 2009     | Helsinki  | Naisten Vaahteraliiga | Finale          | Helsinki Roosters - Helsinki Lady Demons     | 27 - 28 o.t. |
| 24 luglio 2010    | Helsinki  | Naisten Vaahteraliiga | Finale          | Helsinki Roosters - Helsinki Lady Demons     | 40 - 48 o.t. |
| 30 luglio 2011    | Helsinki  | Naisten Vaahteraliiga | Finale          | Helsinki Roosters - Helsinki Lady Demons     | 54 - 18      |
| 5 agosto 2012     | Helsinki  | Naisten Vaahteraliiga | Finale          | Helsinki Lady Demons - Oulu Northern Lights  | 12 - 36      |
| 17 agosto 2013    | Helsinki  | Naisten Vaahteraliiga | Finale          | Helksinki Lady Demons - Seinäjoki Crocodiles | 44 - 12      |
| 30 agosto 2014    | Jyväskylä | Naisten Vaahteraliiga | Finale          | Jyväskylä Jaguars - Helsinki Lady Demons     | 0 - 40       |
| 19 settembre 2015 | Vantaa    | Naisten Vaahteraliiga | Finale          | Helsinki Lady Demons - Helsinki Roosters     | 46 - 8       |

## Palmarès
- 8 Naisten Vaahteraliiga (2004, 2005, 2008-2010, 2013-2015)
- 3 Spagettimaljan (2003, 2004, 2005)